# Фишер, Иоганн Непомук
Иоганн Непомук Фишер (нем. Johann Nepomuk Fischer; 29 мая 1777, Румбурк — 17 октября 1847, Прага) — австрийский офтальмолог. Считается основателем современной офтальмологии в Богемии.

## Биография
Изучал медицину в Венском университете, будучи учеником Георга Йозефа Беера. В 1806 году он получил степень доктора медицины, а несколько лет спустя был назначен главой только что основанной глазной клиники в Праге (1814). В 1830 году он получил кафедру офтальмологии в Пражском университете. Среди его наиболее известных учеников был Карл Фердинанд фон Арльт.